# Phytoliriomyza praecellens
Phytoliriomyza praecellens är en tvåvingeart som beskrevs av Spencer 1977. Phytoliriomyza praecellens ingår i släktet Phytoliriomyza och familjen minerarflugor. Inga underarter finns listade i Catalogue of Life.